# Тонтітаун (Арканзас)
Тонтітаун (англ. Tontitown) — місто (англ. city) в США, в окрузі Вашингтон штату Арканзас. Населення — 4301 особа (2020).
Тонтітаун було засноване наприкінці XIX століття, переважно італійськими поселенцями. З 1898 роки, в середині серпня, в місті відбувається щорічний фестиваль винограду. Особливість фестивалю — це карнавал, ярмарок народних умільців та роздача домашніх спагеті.

## Географія
Тонтітаун розташований на висоті 393 метра над рівнем моря за координатами 36°10′6″ пн. ш. 94°14′31″ зх. д. / 36.16833° пн. ш. 94.24194° зх. д. (36.168393, -94.241948).  За даними Бюро перепису населення США в 2010 році місто мало площу 47,28 км², з яких 46,91 км² — суходіл та 0,37 км² — водойми.

## Демографія
Згідно з переписом 2010 року, у місті мешкало 2460 осіб у 882 домогосподарствах у складі 713 родин. Густота населення становила 52 особи/км².  Було 959 помешкань (20/км²). 
Расовий склад населення:
| - 92,9 % — білих - 0,6 % — азіатів - 0,5 % — корінних американців - 0,3 % — чорних або афроамериканців - 3,2 % — осіб інших рас |

До двох чи більше рас належало 2,4 %. Іспаномовні складали 5,7 % від усіх жителів.
За віковим діапазоном населення розподілялося таким чином: 26,5 % — особи молодші 18 років, 62,1 % — особи у віці 18—64 років, 11,4 % — особи у віці 65 років та старші. Медіана віку мешканця становила 41,0 року. На 100 осіб жіночої статі у місті припадало 101,3 чоловіків;  на 100 жінок у віці від 18 років та старших — 100,6 чоловіків також старших 18 років.
Середній дохід на одне домашнє господарство  становив 96 889 доларів США (медіана — 71 645), а середній дохід на одну сім'ю — 108 233 долари (медіана — 80 417). Медіана доходів становила 50 219 доларів для чоловіків та 36 116 доларів для жінок. За межею бідності перебувало 12,1 % осіб, у тому числі 31,1 % дітей у віці до 18 років та 5,8 % осіб у віці 65 років та старших.
Цивільне працевлаштоване населення становило 1352 особи. Основні галузі зайнятості: освіта, охорона здоров'я та соціальна допомога — 21,5 %, виробництво — 15,8 %, роздрібна торгівля — 15,1 %.
За даними перепису населення 2000 року в Тонтітауні проживало 942 особи, 273 родини, налічувалося 351 домашнє господарство і 368 житлових будинків. Середня густота населення становила близько 51,8 людини на один квадратний кілометр. Расовий склад Тонтітауна за даними перепису розподілився таким чином: 96,28 % білих, 1,70 % — корінних американців, 0,11 % — вихідців з тихоокеанських островів, 1,06 % — представників змішаних рас, 0,85 % — інших народів. Іспаномовні склали 2,23 % від усіх жителів міста.
З 351 домашніх господарств в 37,9 % — виховували дітей віком до 18 років, 66,4 % представляли собою подружні пари, які спільно проживали, в 7,4 % сімей жінки проживали без чоловіків, 22,2 % не мали сімей. 18,5 % від загального числа сімей на момент перепису жили самостійно, при цьому 9,1 % склали самотні літні люди у віці 65 років та старше. Середній розмір домашнього господарства склав 2,68 особи, а середній розмір родини — 3,07 особи.
Населення міста за віковим діапазоном за даними перепису 2000 року розподілилося таким чином: 27,0 % — жителі молодше 18 років, 6,5 % — між 18 і 24 роками, 29,7 % — від 25 до 44 років, 24,6 % — від 45 до 64 років і 12,2 % — у віці 65 років та старше. Середній вік мешканця склав 37 років. На кожні 100 жінок в Тонтітауні припадало 100,0 чоловіків, у віці від 18 років та старше — 97,1 чоловіків також старше 18 років.
Середній дохід на одне домашнє господарство в місті склав 43 750 доларів США, а середній дохід на одну сім'ю — 47 589 доларів. При цьому чоловіки мали середній дохід в 32 917 доларів США на рік проти 25 750 доларів середньорічного доходу у жінок. Дохід на душу населення в місті склав 20 058 доларів на рік. 4,9 % від усього числа сімей в окрузі і 8,7 % від усієї чисельності населення перебувало на момент перепису населення за межею бідності, при цьому 10,7 % з них були молодші 18 років і 6,9 % — у віці 65 років та старше.